# Algonquin Provincial Park

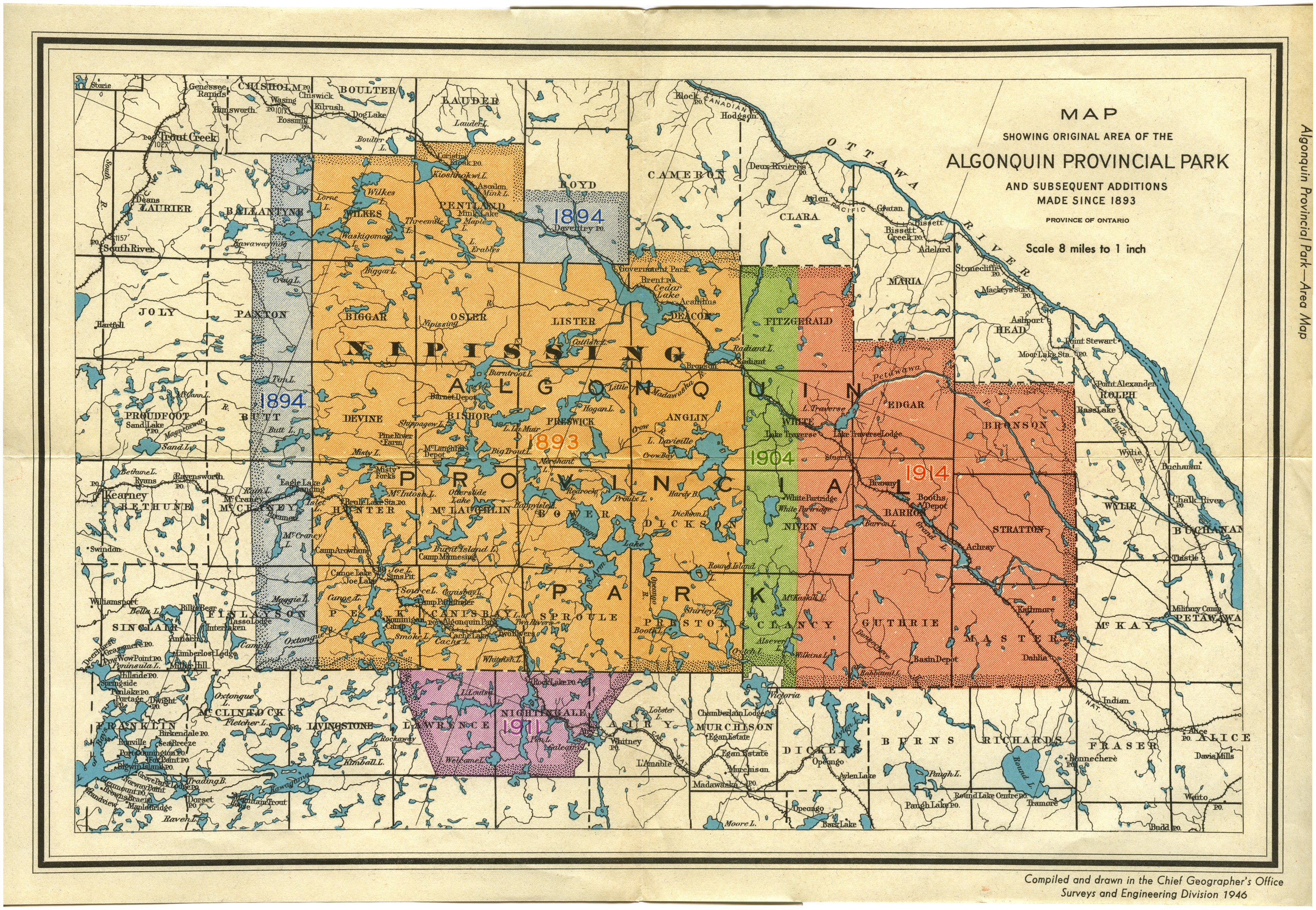
Mapa parku z 1946 r. z zaznaczonym rozwojem

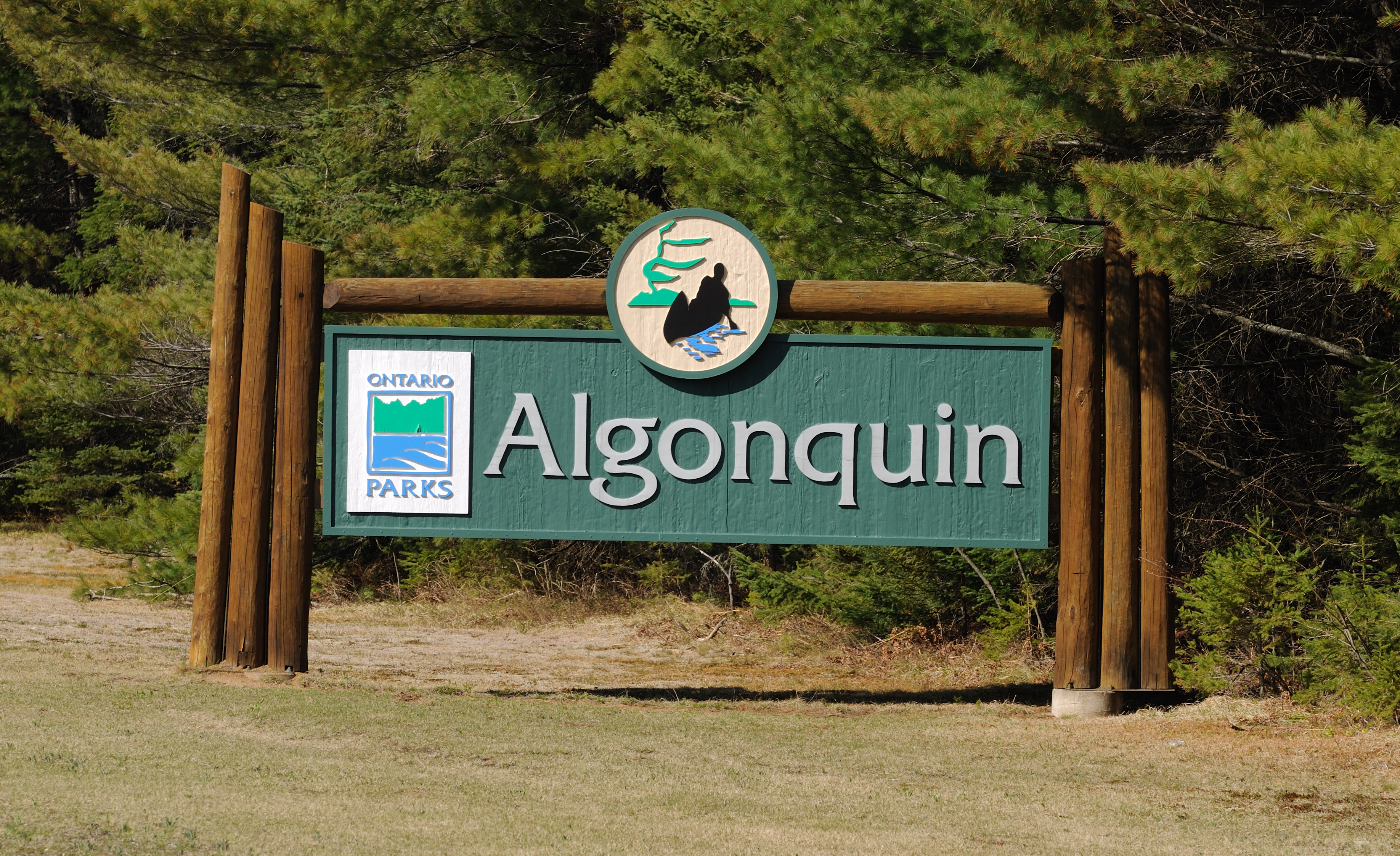
Tablica z logo Parku

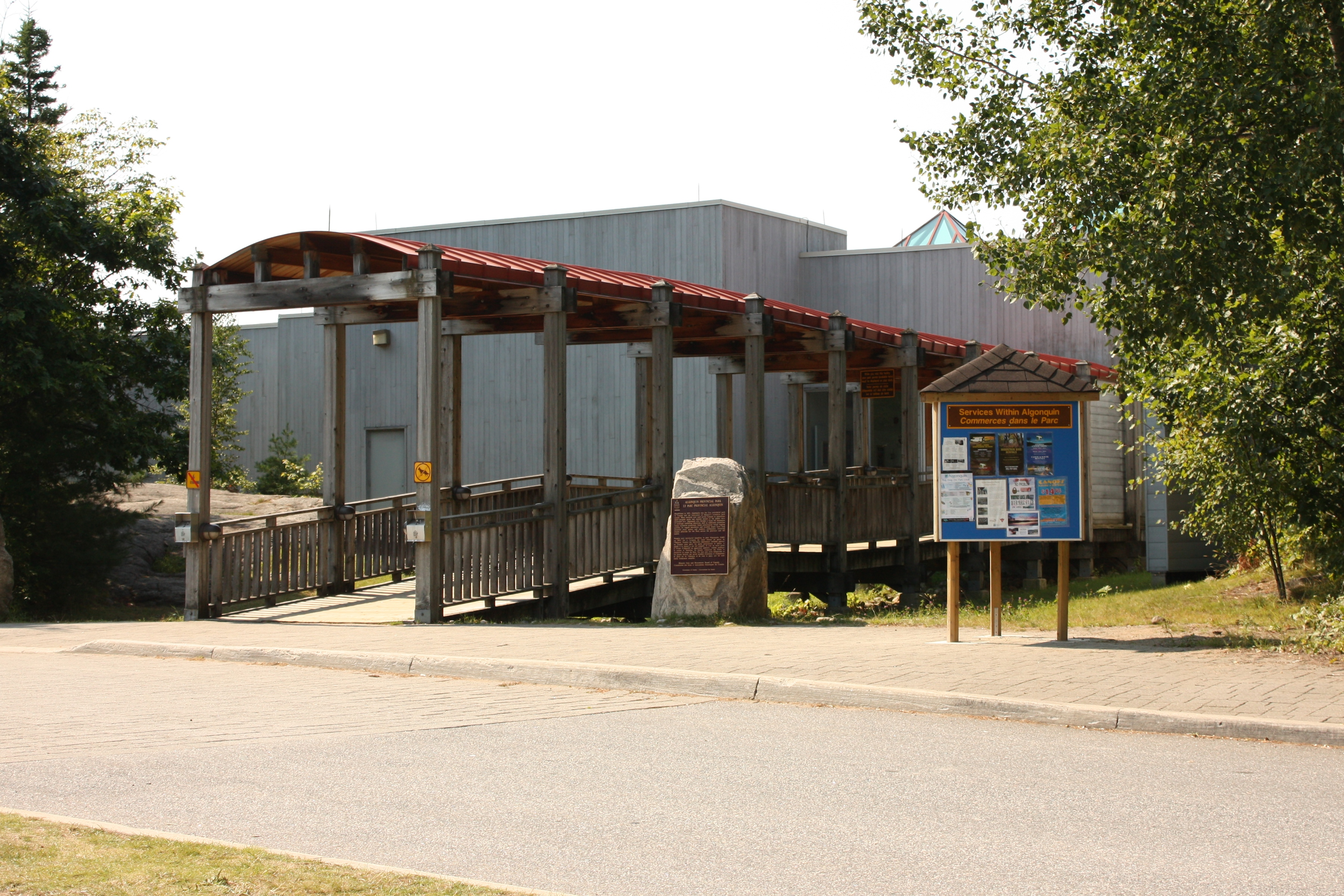
Visitor Centre

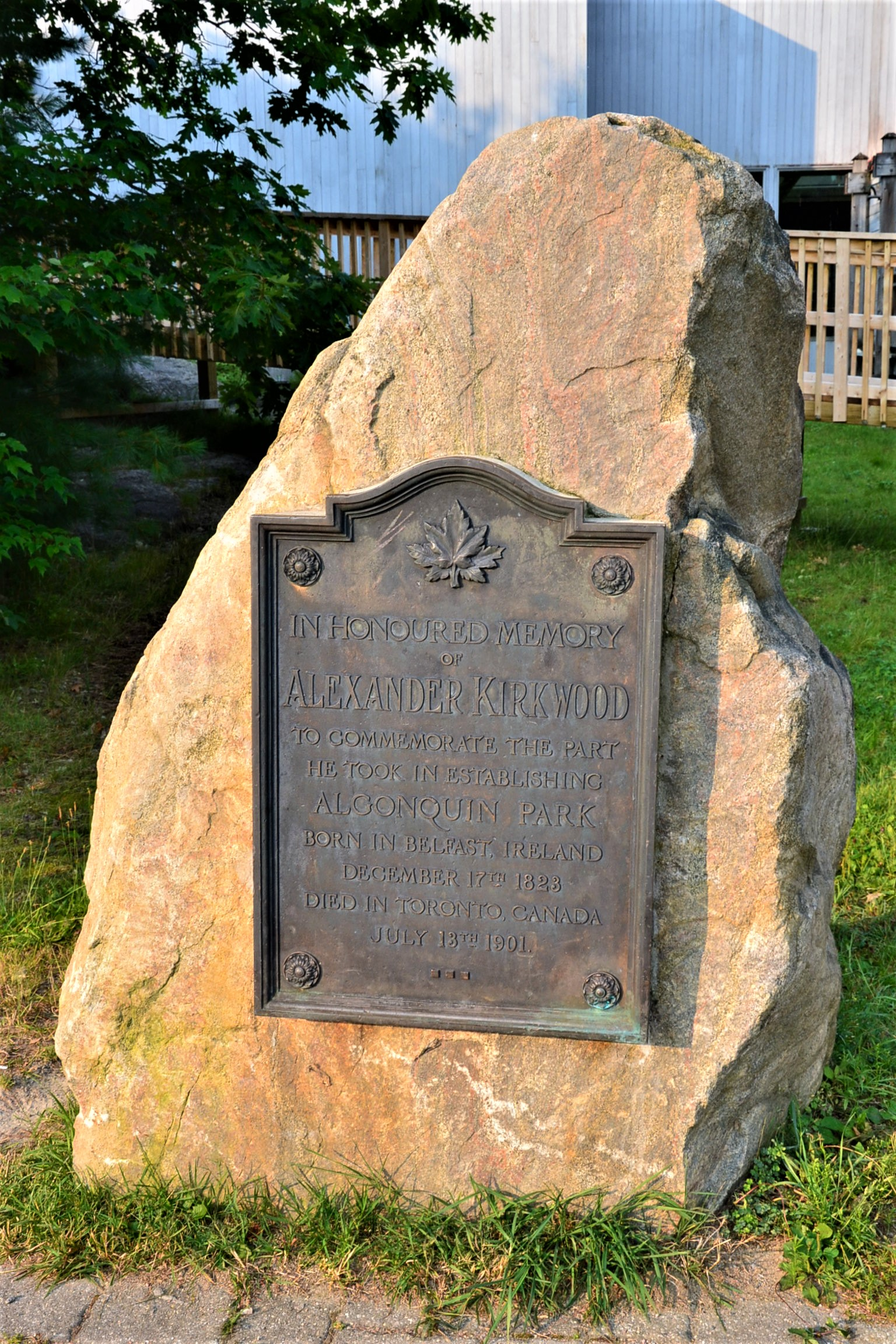
Tablica upamiętniająca Alexandra Kirkwooda (1823-1901), głównego promotora powstania Parku

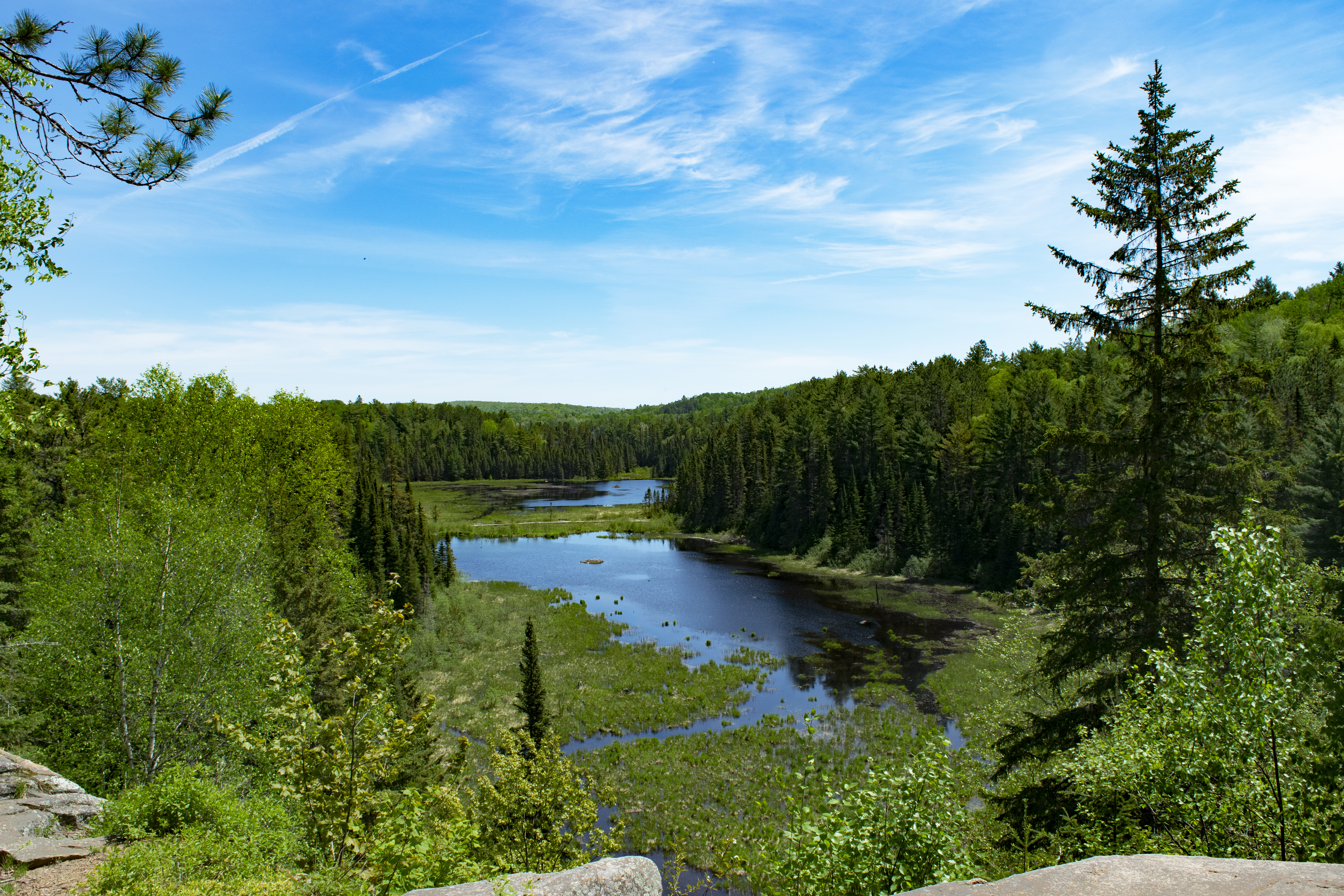
Zalew utworzony przez bobry

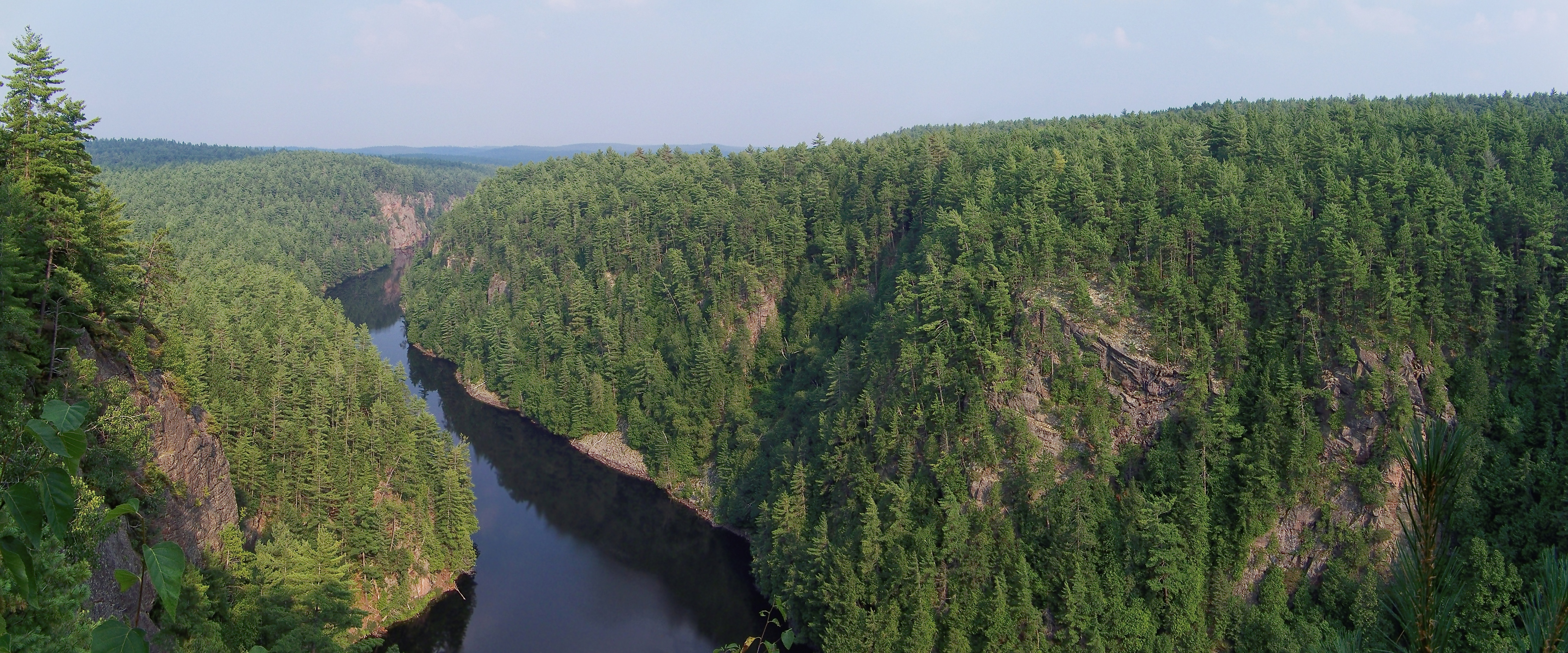
Widok na kanion rzeki Barron

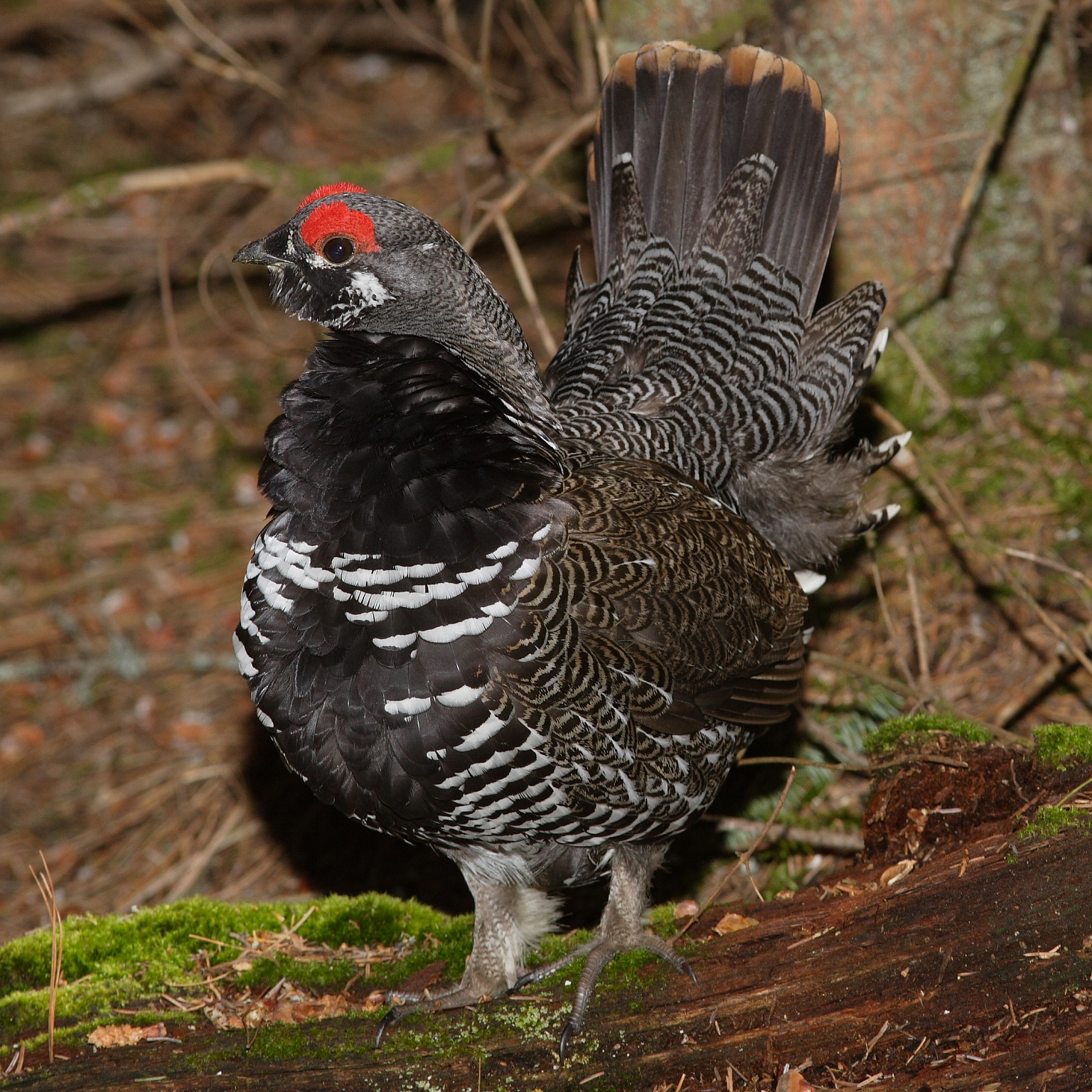
Borowiak kanadyjski (samiec)

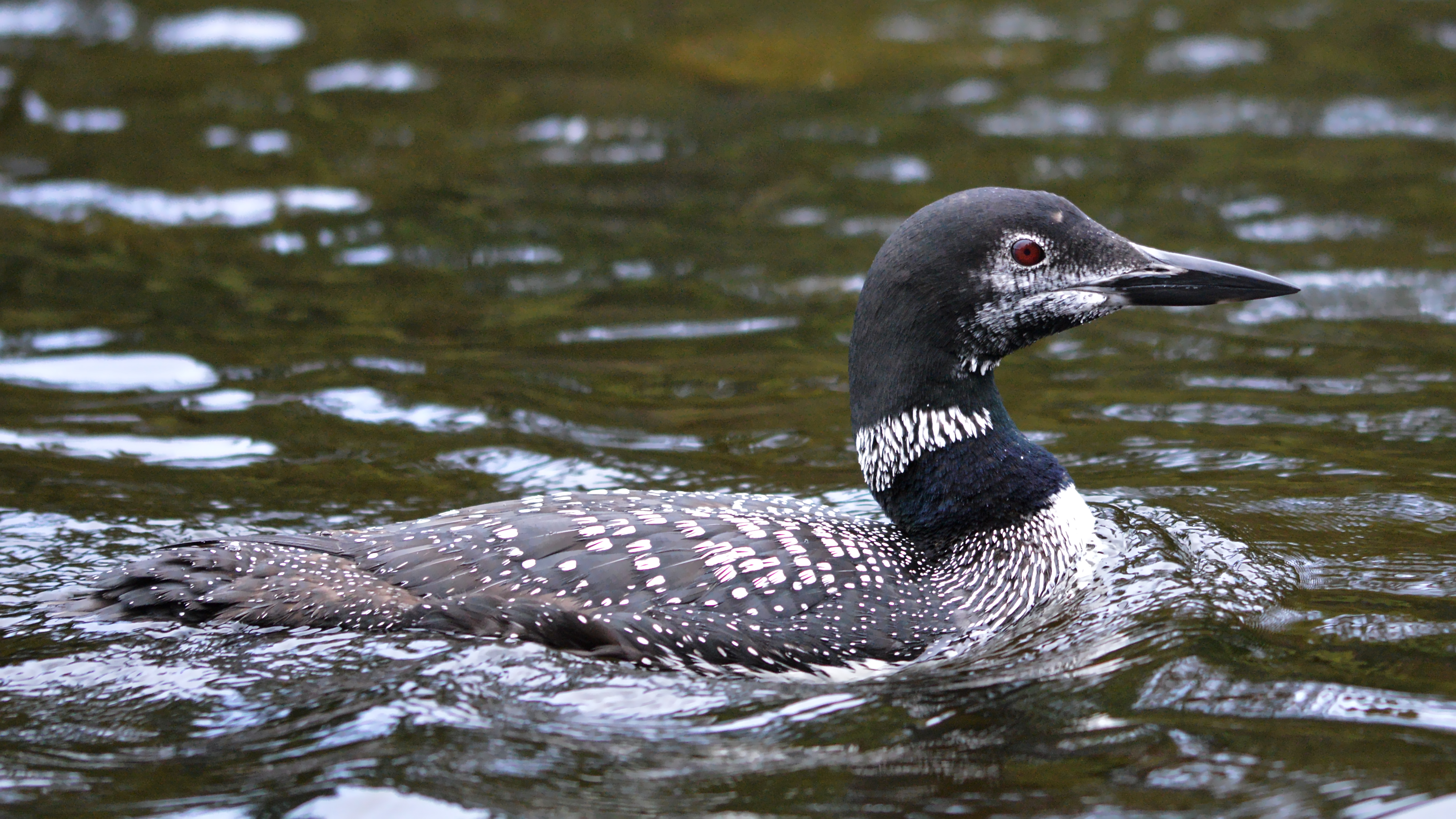
Nur lodowiec

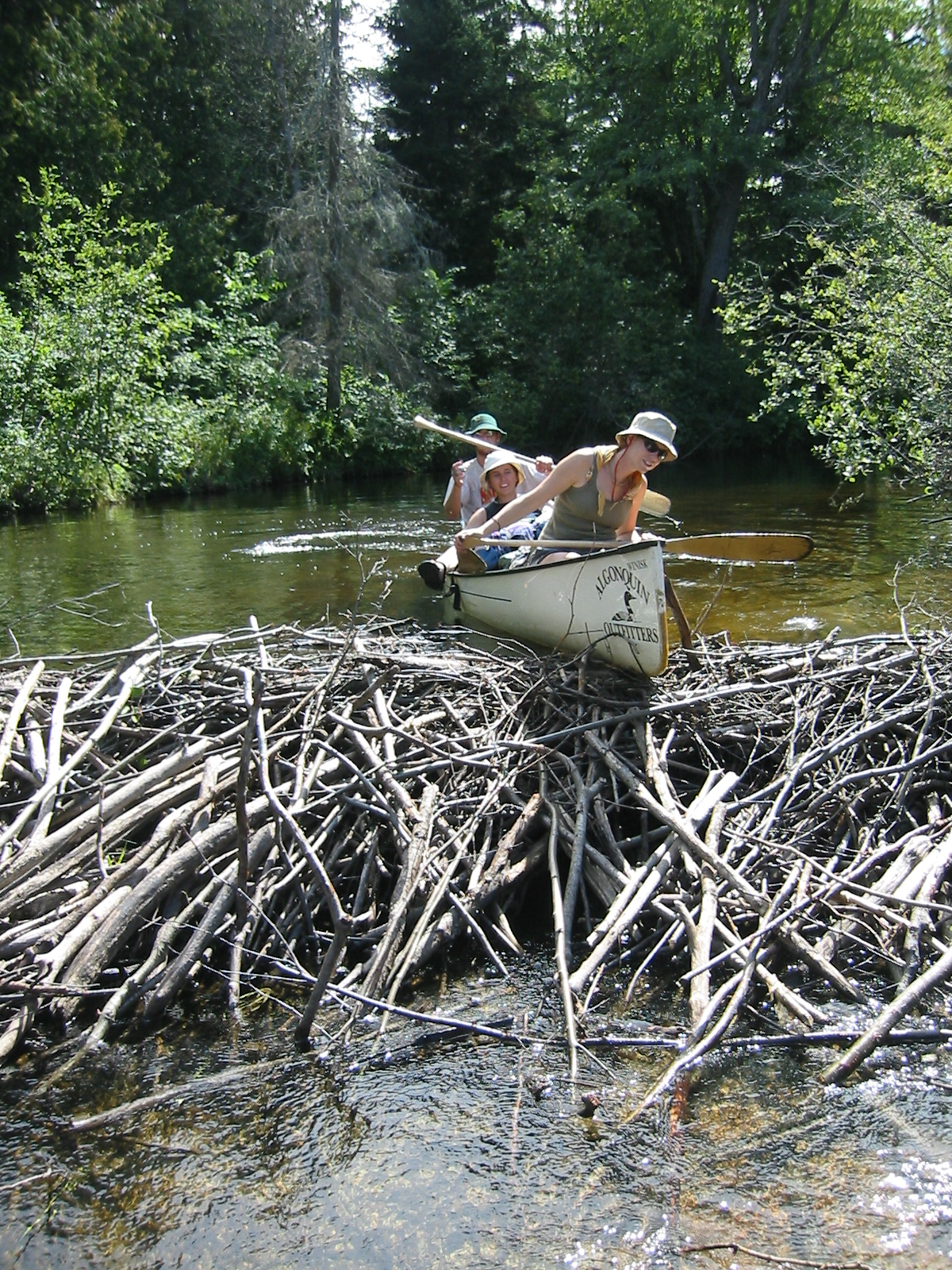
Turyści w canoe próbują przedostać się przez tamę bobrową

Algonquin Provincial Park – park prowincjonalny w centralnej części prowincji Ontario w Kanadzie. Zajmuje obszar około 7653 km². Jest to popularne miejsce turystyczne w Ontario ze względu na bliskość dużych skupisk ludzkich (Toronto i Ottawa) oraz łatwość dojazdu. Przez południową część Parku przebiega dalekobieżna szosa prowincjonalna nr 60, a przez część północną - Droga transkanadyjska.
Park Algonquin jest także narodowym miejscem historycznym Kanady (j.angielski: national historic site).
Nazwa parku wywodzi się od nazwy plemienia Algonquin - jednego z Pierwszych Narodów Ameryki.

## Historia
W drugiej połowie XIX w. w Kanadzie w szybkim tempie rosło zapotrzebowanie na drewno (głównie sosnowe), zarówno przeznaczone do użytku wewnętrznego jak i na eksport. Rabunkowa gospodarka drzewna, która prowadziła do znikania co roku tysięcy hektarów lasów, zaczęła budzić obawy rodzącego się właśnie ruchu obrońców przyrody, zwłaszcza w prowincji Ontario. Wkraczające na wylesione obszary rolnictwo i hodowla również szybko prowadziły do nieodwracalnych zmian w przyrodzie i krajobrazie.
Aby poradzić sobie z pogodzeniem sprzecznych interesów rząd Ontario powołał w 1892 r. komisję do zbadania tej sprawy i złożenia sprawozdania. W skład pięcioosobowej komisji wchodzili Alexander Kirkwood (przewodniczący i komisarz Crown Lands – Ziem Koronnych), James Dickson (Ontario Land Surveyor – Inspektor ds. Ontario), Archibald Blue (dyrektor kopalń), Robert Phipps (szef wydziału leśnictwa) i Aubrey White (asystent komisarza Crown Lands). Komisja w swym raporcie zaleciła objęcie ochroną obszarów leśnych, leżących w dorzeczach rzek: Muskoka, Madawaska (wraz z Opeongo), Amable du Fond, Petawawa i South River. Ustawa, którą przeforsował w parlamencie prowincji rząd premiera Olivera Mowata w 1893 r., powołała Algonquin National Park of Ontario. W kolejnych latach obszar Parku jeszcze kilkakrotnie znacznie powiększano.
W 1913 r. nazwę parku zmieniono na Algonquin Provincial Park. Należy zaznaczyć, że park ten w rzeczywistości nigdy nie był formalnie parkiem „narodowym”, tj. nie podlegał pod jurysdykcję władz centralnych Kanady. Zarządzały nim od początku władze prowincji Ontario.
Algonquin Park powstał jako pierwszy prowincjonalny park przyrodniczy w Kanadzie. To tu właśnie wypracowano wiele reguł stosowanych obecnie w zarządzaniu podobnymi parkami w całym kraju, a także szereg metod przybliżania społeczeństwa do przyrody. Tu także został wypraktykowany na szeroką skalę system działania strażników kanadyjskich parków – tak popularnych dziś "rangersów".

## Charakterystyka
Teren parku posiada wyraźne cechy rzeźby polodowcowej. Szerokie, płytkie doliny, ze względu na skaliste podłoże są zwykle podmokłe lub zabagnione. Porozdzielane są one pasami łagodnych, niskich wzgórz. Spod cienkiej warstwy gleby powszechnie wystają obłe formacje skalne, wygładzone przez lody dawnego lądolodu plejstoceńskiego. W granicach parku znajduje się ok. 1200 km rzek i innych większych cieków wodnych oraz ok. 2400 jezior. Panuje tu wilgotny klimat kontynentalny, z długą, chłodną i śnieżną zimą oraz gorącym latem. Średnie temperatury lipca-sierpnia wynoszą tu 17÷19 °C, zaś stycznia-lutego -11 ÷ -13 °C. Teren parku prawie w całości jest zalesiony.

## Flora i fauna
Park leży na pograniczu zasięgów południowych lasów liściastych oraz północnych lasów iglastych, a zróżnicowane zespoły roślinne wpływają również na bogactwo tutejszej fauny. W granicach parku występuje ponad 1000 gatunków roślin oraz ponad 1000 gatunków grzybów.
Oprócz najpospolitszych sosny wejmutki i sosny czerwonej w lasach Parku Algonquin rosną również pospolicie  dąb czerwony, klon czerwony, topola osikowa, topola kanadyjska (Populus grandidentata). Swą północną granicę występowania ma tu chmielograb wirginijski, zwany „drzewem żelaznym”. W miejscach podmokłych występują wierzby, modrzew amerykański i świerk czarny. W runie lasów rosną m.in. konwalijka kanadyjska (Maianthemum canadense), dereń kanadyjski (Cornus canadensis), golteria rozesłana (Gaultheria procumbens). W podszycie występują m.in. świdośliwa kanadyjska i świdośliwa olcholistna, których owoców miejscowi Indianie używali do wyrobu pemikanu. Na suchszych stanowiskach rośnie komptonia amerykańska. Spośród roślin rosnących na torfowiskach godna uwagi są owadożerna kapturnica purpurowa (Sarracenia purpurea) oraz modrzewnica kutnerowata (Andromeda polifolia var. glaucophylla (Link) DC.).
W granicach parku znane są 53 gatunki ssaków, 272 gatunki ptaków, 31 gatunki gadów i płazów, 54 gatunki ryb, około 7000 gatunków owadów.  Do najbardziej charakterystycznych należą: łoś, niedźwiedź czarny, wilk wschodni, ryś kanadyjski, bóbr kanadyjski oraz wydra kanadyjska. Z ptaków pospolita jest sójka kanadyjska. Na terenach podmokłych występuje m.in. borowiak kanadyjski, odżywiający się igłami i pączkami świerków. Mieszkańcami jezior są m.in. kormorany i nur lodowiec. Swoją wschodnią granicę występowania w Ameryce ma tu duża sowa - puszczyk mszarny.

## Badania naukowe
Park Algonquin jest miejscem wielu projektów badawczych od lat 30. Posiada cztery placówki badawcze. Ponad 1800 publikacji naukowych opisuje prace wykonane w tym parku w najróżnorodniejszych dziedzinach badawczych: fauny, geologii, lasu, historii, wypływu na człowieka, itd.

## Nawoływanie wilków
W latach 1950–1960 w Parku Algonquin przeprowadzono cykl badań w wyniku których stwierdzono, że wilki charakteryzują się interesującymi zachowaniami społecznymi. M. in. chętnie odpowiadają na dźwięki przypominające ich wycie, np. nagrane na taśmę magnetofonową lub naśladowane przez człowieka. Wobec dużego zainteresowania społecznego tym zjawiskiem władze Parku podjęły decyzję o ogłoszeniu na dzień 17 sierpnia 1963 r. pierwszego w historii publicznego "nawoływania wilków". Odbyło się ono przy autostradzie nr 60 w południowo-zachodniej części Parku. Liczba przybyłych przekroczyła wszelkie oczekiwania i wyniosła ok. 700 osób. Tylko do 1991 r. włącznie odbyły się 62 takie imprezy, w których wzięło udział blisko 66 tys. osób. Organizowane są one do chwili obecnej kilka razy do roku.

## Visitor Centre
W 1993 r., dla uczczenia setnej rocznicy założenia Parku i jednocześnie setnej rocznicy zaistnienia idei parków przyrodniczych prowincji Ontario, przy 43 kilometrze autostrady nr 60, w południowej części Parku otwarto nowoczesny ośrodek informacyjno-dydaktyczny: Algonquin Park Visitor Centre. Zawiera on punkt informacyjny Parku, rozległe przestrzenie ekspozycyjne zarówno dla ekspozycji trwałych jak i czasowych, salę kinową, punkt sprzedaży wydawnictw stowarzyszenia Friends of Algonquin, toalety oraz zewnętrzny punkt widokowy. Ekspozycja trwała w formie wielkiej dioramy przedstawia wiele aspektów przyrody i historii terenów objętych dziś Parkiem.

## "Ciemny dzień Nowej Anglii"
Jeśli pożar nie zabije drzewa i to drzewo później dalej rośnie, to można określić datę pożaru na podstawie układu słojów rocznych (nazywa się to dendrochronologią). Badania lasów wykazały, że w rejonie Parku Algonquin miał miejsce wielki pożar, któremu przypisuje się tak zwany "ciemny dzień Nowej Anglii" (ang. New England's Dark Day), wydarzenie, które miało miejsce 19 maja 1780 roku. Zapisy historyczne mówią, że tego dnia zapadła ciemność tak głęboka, że użycie świec było konieczne od południa tego dnia aż do nocy dnia następnego.